# Fini (Zypern)
Fini (griechisch Φοινί, im Deutschen oft Phini) ist ein Ort im Troodos-Gebirge im Bezirk Limassol auf der Mittelmeerinsel Zypern. Im Jahr 2021 hatte der Ort 347 Einwohner.

## Lage

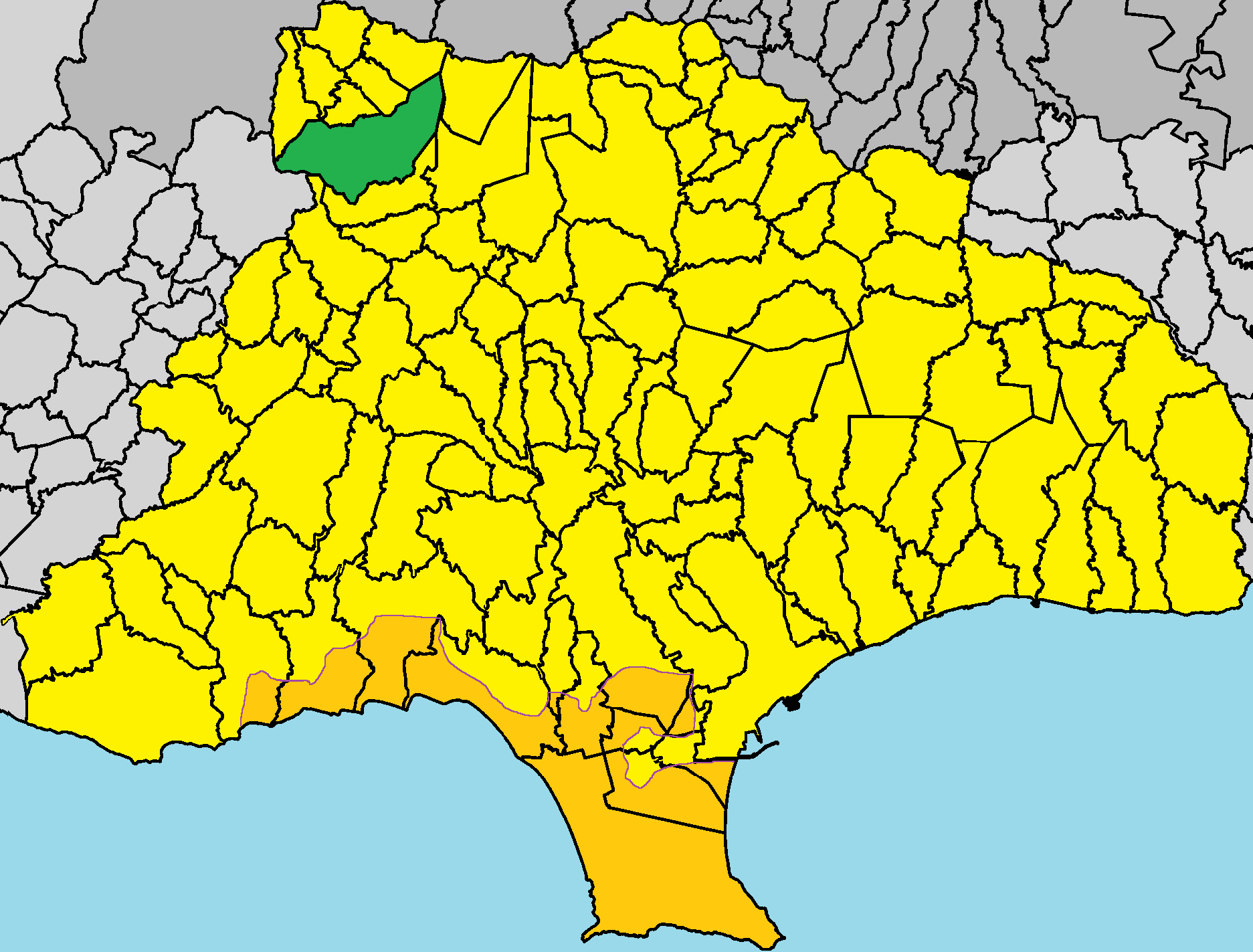
Lage im Bezirk Limassol

Fini liegt in der Nähe der Orte Pano Platres und Kato Platres auf etwa 930 m Höhe, umgeben von Kiefernwäldern. Die Umgebung ist durch die jährlich circa 830 Millimeter Niederschlag sehr grün, so gibt es auch in der Nähe des Ortes verschiedene Wasserfälle wie den Hantara-Wasserfall. Nördlich liegt das Trooditissa-Kloster, Sommersitz des Bischofs von Paphos. Einige Kilometer nordöstlich befindet sich der höchste Berg Zyperns, der Olympos. Östlich am Ort vorbei verläuft die B8 von Limassol kommend durch das Gebirge.
Der Ort liegt etwa 57 km südwestlich der zyprischen Hauptstadt Nikosia, 71 km westlich von Larnaka, 29 km nordwestlich von Limassol und 40 km nordöstlich von Paphos.
Orte in der Umgebung außer den nahegelegenen Pano und Kato Platres sind Agios Dimitrios und Paleomylos im Norden, Troodos im Nordosten sowie Mandria im Süden.

## Kultur
Fini ist ein ehemaliges Töpferdorf. Ein Museum zeigt die Herstellung der so genannten Pitharia-Gefäße zur Aufbewahrung von Getreide oder Ölen. In der Stadt gibt es ein vielfältiges Angebot von Produkten des Kunsthandwerkes. Der Ort ist außerdem bekannt für die Herstellung von Loukoumi, einer türkischen Süßigkeit mit Ähnlichkeit zu Marshmallows.